# Trebbiano

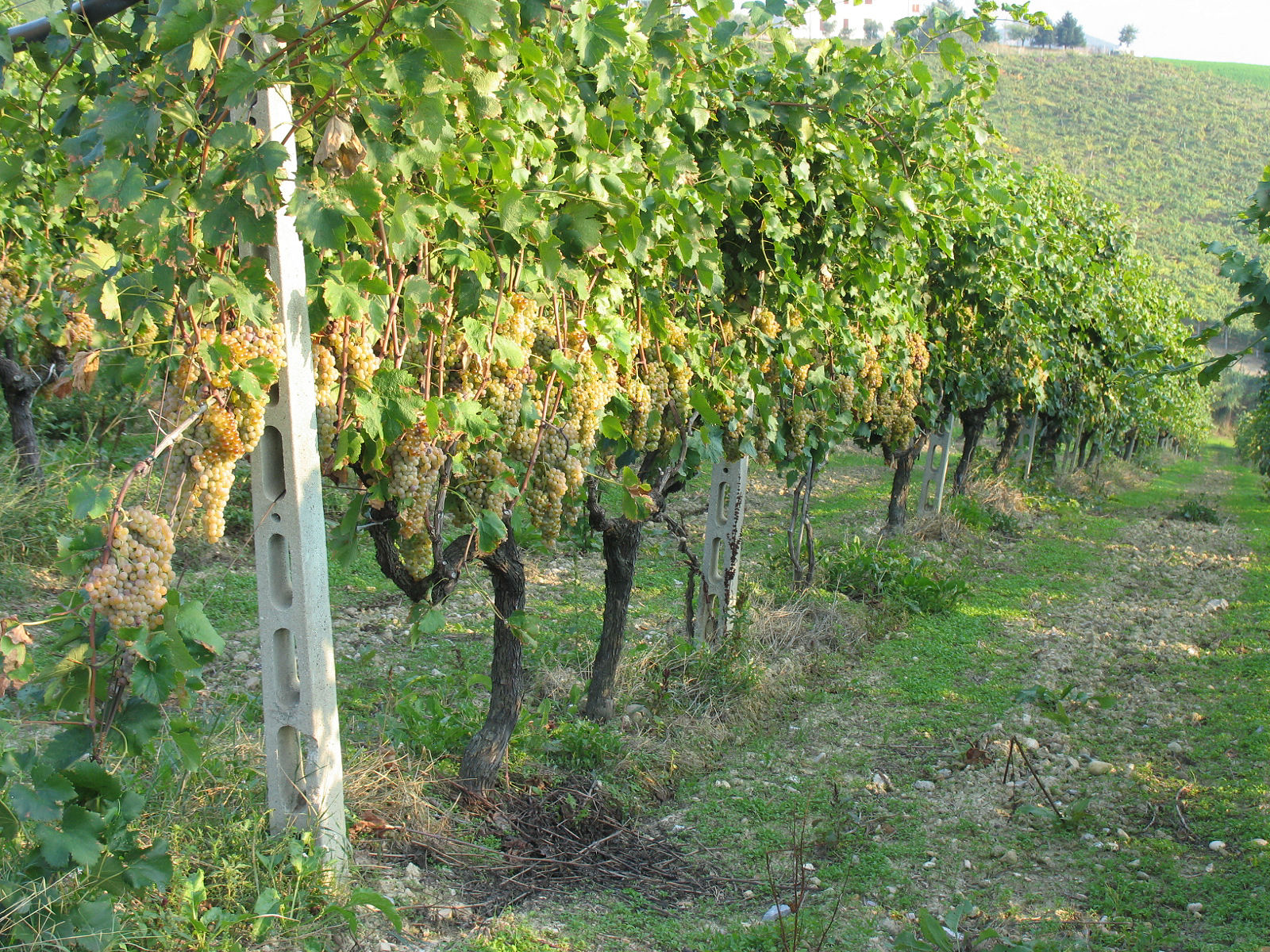

Trebbiano är en grön vindruva som ger mycket stora skördar. Druvan finns i princip i hela vinvärlden och förekommer framförallt i blandning med andra druvor. Som ensam druva förekommer dock Trebbiano i viner från Abruzzo i Italien (Trebbiano d'Abruzzo). I Frankrike används druvan i cognac och Armagnac, under namnet Ugni blanc. Druvan var tidigare en ingrediens i Chiantiviner, dock inte längre.
All trebbiano utmärker sig, om det är rätt ord i sammanhanget, för sin höga syra och neutrala smak. De bättre varianterna kan lägga till ett slags gräsig frukt och ett vaxliknande djup. 
Samma druva kallas i Frankrike Ugni Blanc, och under det ena eller andra namnet odlas den i Bulgarien, Grekland, Ryssland, Portugal (som Thalia), Mexiko (till destillation), Brasilien, Argentina, Uruguay, Sydafrika, Kalifornien (i liten utsträckning) och Australien.